# Antoine-Sébastien Lavialle de Masmorel
Antoine-Sébastien Lavialle de Masmorel (Donzenac (França), 21 de setembre, 1781 - Briva, regió del Llemosi, 17 de juny, 1852) fou un magistrat i polític francès.
President de la cort de Brive, des de 1816, i conseller general de la Corrèze sota la Restauració, es va oposar al ministeri de Polignac i es va presentar com a candidat de l'oposició, el 23 de juny de 1830, al 1r Col·legi de la Corrèze, on va fracassar, davant d'Alexis de Noailles. Tanmateix, en eleccions parcials del 6 de setembre de 1831, fou elegit diputat del 2n Col·legi de Corrèze (Brive), en substitució de Rivet, l'elecció del qual havia quedat anul·lada.
Va fracassar a les eleccions generals de 1834, però va ser reelegit al mateix col·legi el 4 de novembre de 1837. Tanmateix, havia votat en contra de l'herència de la noblesa, però havia donat suport al ministeri el 15 d'abril de 1837 i va votar favor de la llei de prerrogativa.